# 巴雷科-休欽卡
49°57′12″N 31°8′14″E / 49.95333°N 31.13722°E
巴雷科-休欽卡（羅馬化：Balyko-Shchuchynka）是位於烏克蘭北部的村莊，由基辅州奧布希夫區的勒日希夫市鎮負責管轄。該村面積3.73平方公里，海拔高度103米，2001年人口484，人口密度每平方公里129.7人。